# Municipio de Oakland (condado de Louisa)
El municipio de Oakland (en inglés: Oakland Township) es un municipio ubicado en el condado de Louisa en el estado estadounidense de Iowa. En el año 2010 tenía una población de 280 habitantes y una densidad poblacional de 4,46 personas por km².

## Geografía
El municipio de Oakland se encuentra ubicado en las coordenadas 41°22′34″N 91°24′23″O / 41.37611, -91.40639. Según la Oficina del Censo de los Estados Unidos, el municipio tiene una superficie total de 62.81 km², de la cual 59,46 km² corresponden a tierra firme y (5,34 %) 3,35 km² es agua.

## Demografía
Según el censo de 2010, había 280 personas residiendo en el municipio de Oakland. La densidad de población era de 4,46 hab./km². De los 280 habitantes, el municipio de Oakland estaba compuesto por el 94,29 % blancos, el 5,36 % eran de otras razas y el 0,36 % eran de una mezcla de razas. Del total de la población el 13,93 % eran hispanos o latinos de cualquier raza.